# Ellikon an der Thur
Ellikon an der Thur is een gemeente en plaats in het Zwitserse kanton Zürich, en maakt deel uit van het district Winterthur.
Ellikon an der Thur telt 813 inwoners.

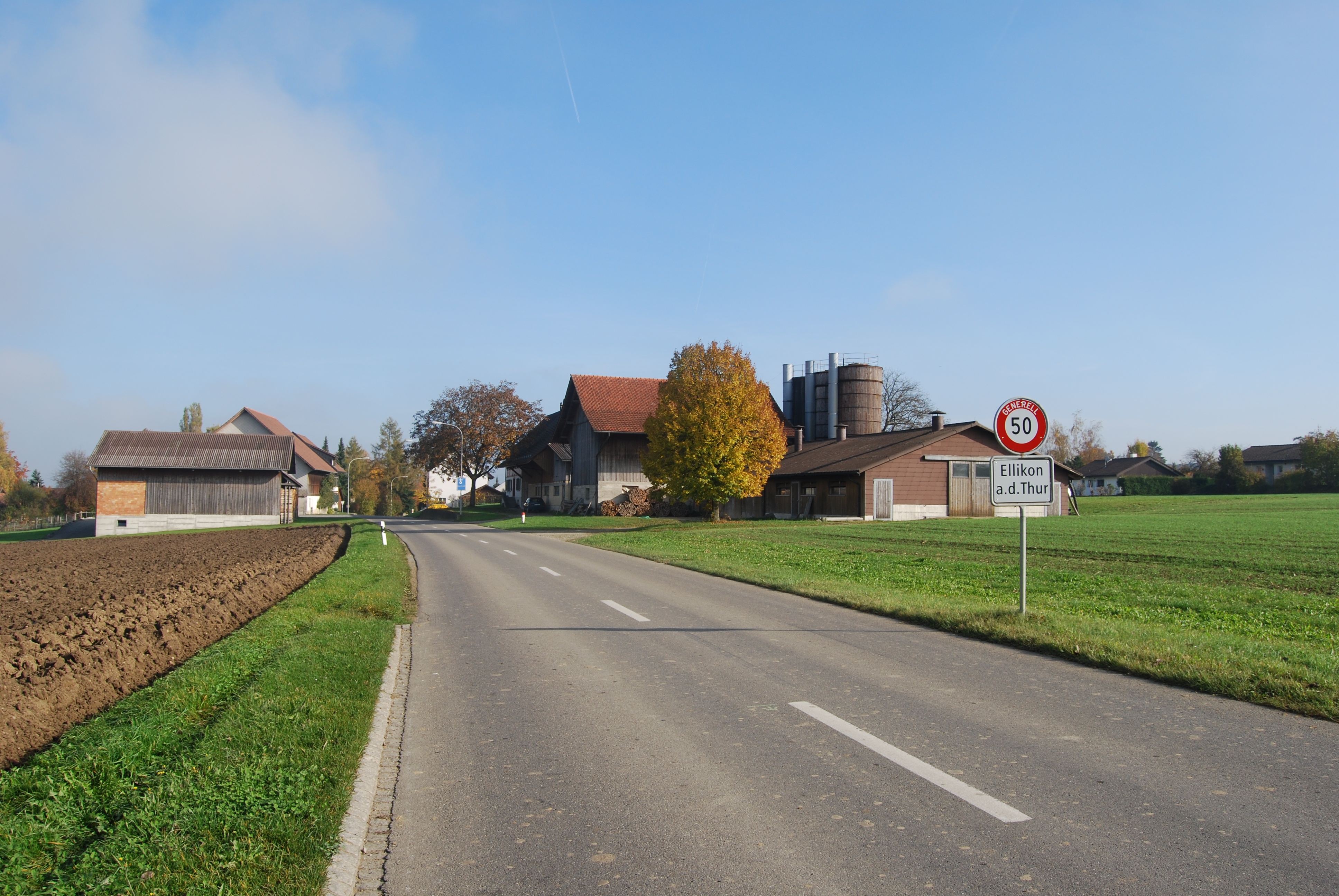
Ellikon an der Thur